# Qazi Anwar Hussain

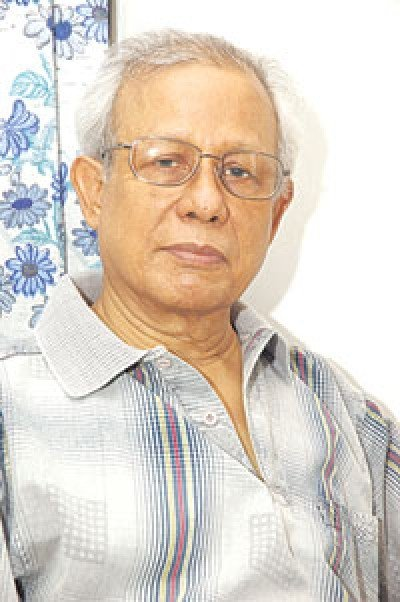
Qazi Anwar Hussain

Qazi Anwar Hussain (bengalisch কাজী আনোয়ার হোসেন - Kājī ānōẏāra hōsēna, Pseudonym: Bidyut Mitra, Shamsuddin Nawab, geb. 19. Juli 1936; gest. 19. Januar 2022, Dhaka, Bangladesch) war ein bangladeschischer Autor von Spionagethrillern, Kriminalromanen und Abenteuerliteratur, von denen viele Adaptionen ausländischer Werke waren oder stark von ihnen beeinflusst waren.

## Leben

### Jugend und Ausbildung
Qazi Shamsuddin Anwar Hussain wurde am 19. Juli 1936 geboren. Sein Vater war Qazi Motahar Hossain, ein Wissenschaftler und Schriftsteller. Seine Schwestern waren die Sängerinnen Sanjida Khatun und Fahmida Khatun. Er erwarb 1952 seinen Abschluss an der St. Gregory’s School. Dann studierte er Bengalische Literatur und Sprache am Jagannath College (Bachelor) und erwarb 1981 einen Master an der University of Dhaka.

### Karriere
Seine bekannteste Veröffentlichung war die Spionagethriller-Reihe Masud Rana. Bis 2009 umfasste die Reihe 389 Bücher, die meisten davon wurden von Ghostwritern verfasst.

### Sheba Prokashoni
IIm Jahr 1963 gründete Hussain den Verlag Segunbagan Prakashani. Bis 1966 wurde er in Sheba Prokashoni umbenannt.

## Persönliches
Hussain war mit der Sängerin Farida Yasmin verheiratet. Sie hatten zwei Söhne, Qazi Maimur und Qazi Shahnur, sowie die Tochter Shahrin Sonia.

## Tod
Im Oktober 2021 erhielt er die Dagnose Prostatakrebs. Er starb am 19. Januar 2022 im Alter von 85 Jahren während einer BEhandlung im Hospital BIRDEM in Dhaka.

## Werke

### Masud Rana-Reihe
Die Masud Rana-Serie folgt den Abenteuern von Rana, einem ehemaligen Major der Streitkräfte Bangladeschs (বাংলাদেশ সেনাবাহিনী), der als Spion Einsätze in aller Welt ausführt. Sein Vorgesetzter ist Generalmajor Rahat Khan von der Bangladesh Counter Intelligence und Rana arbeitet unter dem Befehl der Rana Agency. Hussain veröffentlichte 321 Stories in 468 Büchern.

### Kuasha-Reihe
Anwars zweite bekannte Reihe ist die Kuasha-Serie von Detektiv/Abenteuer-Romanen mit 51 Stories in 80 Büchern.

### Sonstiges
- Shothik Niyome Lekhapora (The Right Way of Read Writing)
- Bayam: Dhumpan Tyag E Attoshommohon (Exercise: Self hypnosis to Quit Smoking)
- Khali Haate Attorokkha (Free-hand Self Defense)
- Mon Niontron (Mind Control)
- Atma Unnayan (Self Development)
- Jonopriyota (Popularity)

## Ehrungen
| Titel          | Kategorie              | Film       | Nachweise |
| -------------- | ---------------------- | ---------- | --------- |
| Bachsas Awards | Best screenplay writer | Masud Rana | [ 5 ]     |
| Bachsas Awards | Best dialogue          | Masud Rana | [ 5 ]     |